# Crepidophyllum
Crepidophyllum là một chi rêu trong họ Hypnaceae.